# Franz Schrader (Geograph)

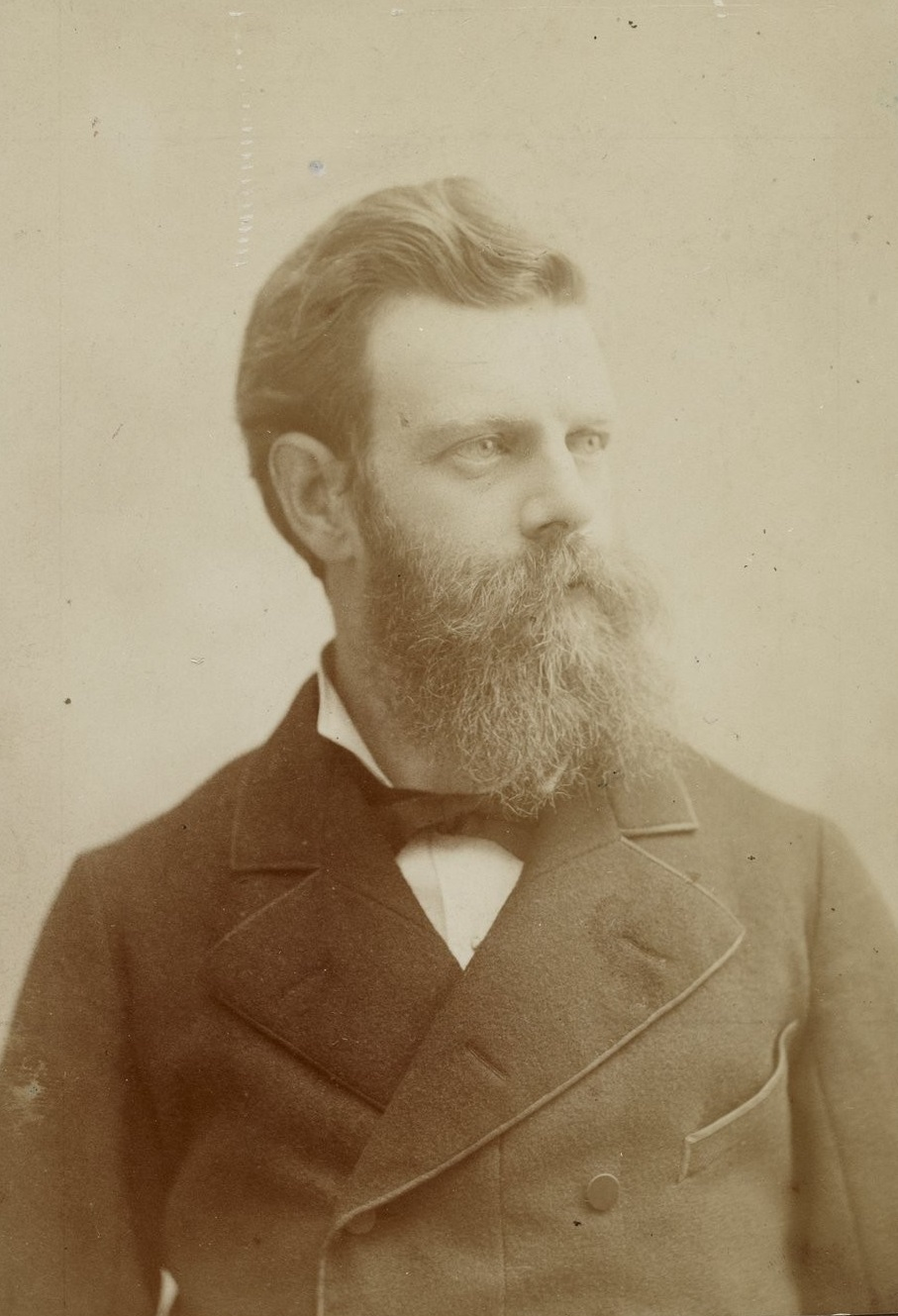
Franz Schrader

Jean Daniel François Schrader (* 11. Januar 1844 in Bordeaux; † 18. Oktober 1924 in Paris), bekannter unter dem Namen Franz Schrader (oder Frantz Schrader), war ein französischer Geograph, Alpinist, Kartograph und Maler väterlicherseits preußisch-deutscher Abstammung. Er gilt als einer der bedeutendsten französischen Alpinisten und Kartographen des 19. Jahrhunderts. 

## Leben
Franz Schraders Vater Ferdinand Schrader war im Alter von 16 Jahren aus Magdeburg nach Bordeaux ausgewandert, wo damals eine kleine deutsche Gemeinde existierte. Der Vater war protestantischer Konfession und die französische Mutter, Marie Louise Ducos, entstammte einer Hugenottenfamilie aus Nérac. Die Mutter war die Cousine der Geographen Onésime und Élisée Reclus, die die Laufbahn Franz Schraders später stark beeinflussten. Schrader wuchs in Bordeaux auf, wo er sich im Handelshaus eines Freundes des Vaters im Selbststudium grundlegende naturwissenschaftliche Kenntnisse aneignete. Im Sommer 1866 wurde der 22-jährige Schrader von einem Freund nach Pau eingeladen. Dort erblickte er zum ersten Mal die schneebedeckten Gipfel der Pyrenäen und war vom Anblick überwältigt. In seinem ganzen weiteren Leben machte er die Erkundung und Erforschung der Pyrenäen zu seinem hauptsächlichen Lebensinhalt.
Die von ihm zuerst bestiegene, auf der französisch-spanischen Grenze gelegene Grand Bachimale (3176 m) wurde nach ihm Pic Schrader benannt wurde. In Bordeaux wurde eine größere Durchgangsstraße nach ihm benannt, in Lourdes gibt es ein kleines Museum zum Gedenken an Schrader.
1889 wurde Schrader zum Ritter der französischen Ehrenlegion ernannt.
Als Kartograph wurde er besonders bekannt durch die Erfindung des Orographen und durch seine Herausgeberschaft der Atlanten von Louis Hachette.
Schrader war 1876 Mitbegründer der Sektion Bordeaux des Club Alpin Français (CAF), des französischen Alpenvereins. Er war viele Jahre im Vorstand des CAF und von 1901 bis 1904 dessen Präsident. Im CAF begründete Schrader die noch heute aktiven Ausschüsse für die Erforschung der Alpen und für die künstlerische Darstellung von Alpenlandschaften.

## Werke

### Atlanten
- Atlas de géographie universelle (Fortsetzung des Werkes von Vivien de Saint-Martin).
- 1890: Atlas de géographie moderne.
- 1893: Atlas de géographie historique.
- 1891–1914: L’Année cartographique.
- mit Louis Gallouédec: Atlas classique de géographie ancienne et moderne. Hachette, Paris 1905.
- 1923: Atlas universel de géographie.

### Topographie
- 1874: carte du massif Gavarnie-Mont Perdu, au 1/40 000 (avec Lourde-Rocheblave)
- 1886–1891: carte d’ensemble des Pyrénées, topographique et géologique, au 1/80 000
- 1882–1892: carte des Pyrénées centrales au 1/100 000
- 1914: carte de Gavarnie-Mont Perdu, au 1/20 000

### Gemälde
- le Cirque de Gavarnie
- la Grande Cascade de Gavarnie
- le Lac Glacé du Mont-Perdu
- le Massif de la Maladetta
- Panorama du mont Blanc (présenté au pavillon du Club alpin français, lors de l’Exposition universelle de 1900)
- le Pic du Midi d’Ossau
- le Vignemale